# Lulu Gauguin
Pour les articles homonymes, voir Gauguin (homonymie) et Lulu.
Lulu Gauguin (née Nonny Lucretia Gauguin) était une journaliste, écrivaine et scénariste danoise.

## Biographie
Petite-fille de Paul Gauguin et fille du sculpteur et céramiste Jean-René Gauguin, elle fut aussi la mère de la chanteuse Alberte Winding (en) et l'épouse du scénariste et doubleur-voix Thomas Winding. Elle fut aussi mariée au pianiste Adrian Bentzon (de) et la mère de la musicienne et compositrice Aske Bentzon (da)

## Filmographie
- 1972 : Operation Kirsebærsten (da) de Frits Raben

## Télévision
- 1968 : Sonja fra Saxogade (da) de Jytte Hauch-Fausbøll (da)